# Jean-Paul Riopelle
Jean-Paul Riopelle (Montreal, 7 de outubro de 1923 – Saint-Antoine-de-l'Isle-aux-Grues, 12 de março de 2002) foi um pintor e escultor canadense.

## Biografia

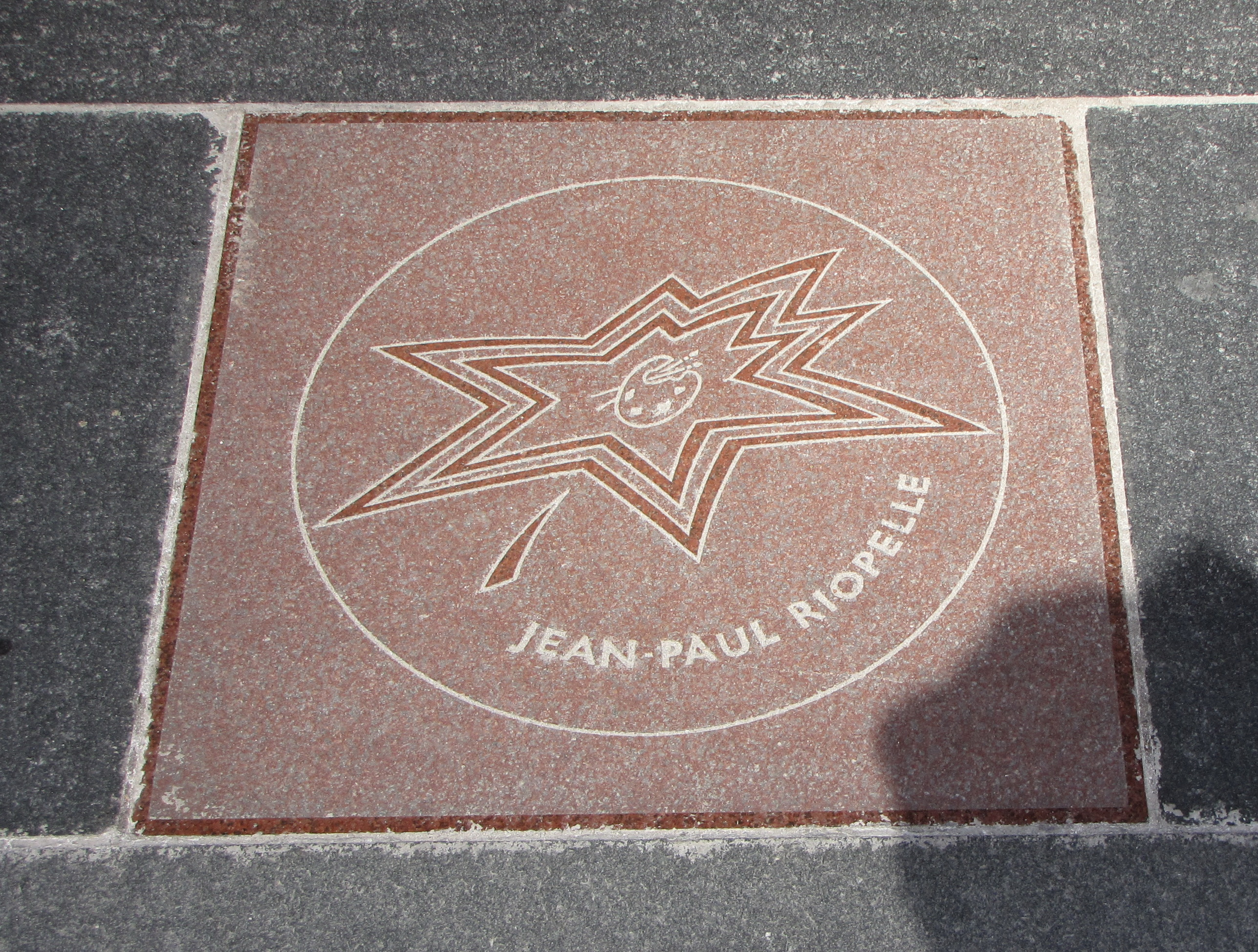
Estrela de Jean-Paul Riopelle na Calçada da Fama do Canadá.

Nascido em Montreal, estudou com Paul-Émile Borduas em 1940 e foi membro do movimento Les Automatistes. Foi um dos signatários do manifesto Refus Global. Em 1949 muda-se para Paris onde continuou sua carreira como artista, lá vendeu uma imagem de "selvagem canadense". Em 1959 começou um relacionamento com a pintora estadunidense Joan Mitchell. Eles mantinham casas e estúdios separados perto de Giverny, onde Monet viveu. O casal era influenciado mutuamente, tanto intelecto como artisticamente, mas sua relação era tumultuosa, alimentada pelo álcool.  O relacionamento terminou em 1979. Sua pintura de 1992, Hommage à Rosa Luxemburg, é um tributo de Riopelle para Mitchell, que morreu naquele ano, e é considerada como um ponto alto de sua obra posterior.
O estilo de Riopelle mudou gradualmente do Surrealismo para o Expressionismo abstrato, o qual usava uma miríade de cubos de cores suaves, aplicada à superfícies planas com uma espátula, em grandes telas para criar atmosferas com grande impacto visual.
Em 1969 foi condecorado Companion da Ordem do Canadá. Foi reconhecido pela UNESCO por seu trabalho. Uma de suas maiores obras foi originalmente planejada para o aeroporto de Toronto, mas agora encontra-se na Opéra Bastille em Paris. Em 1988 foi nomeado Officer da Ordem Nacional de Quebec e, em 1994, foi promovido a Grand Officer. Em 2000 Riopelle foi introduzido na Calçada da Fama do Canadá.
Em junho de 2006, o Montreal Museum of Fine Arts organizou uma exposição retrospectiva que foi apresentada no Museu Hermitage em São Petersburgo, Rússia e no Musée Cantini em Marselha, França. O Montreal Museum of Fine Arts tem uma série de suas obras, abrangendo toda a sua carreira, em sua coleção permanente.

## Trabalhos

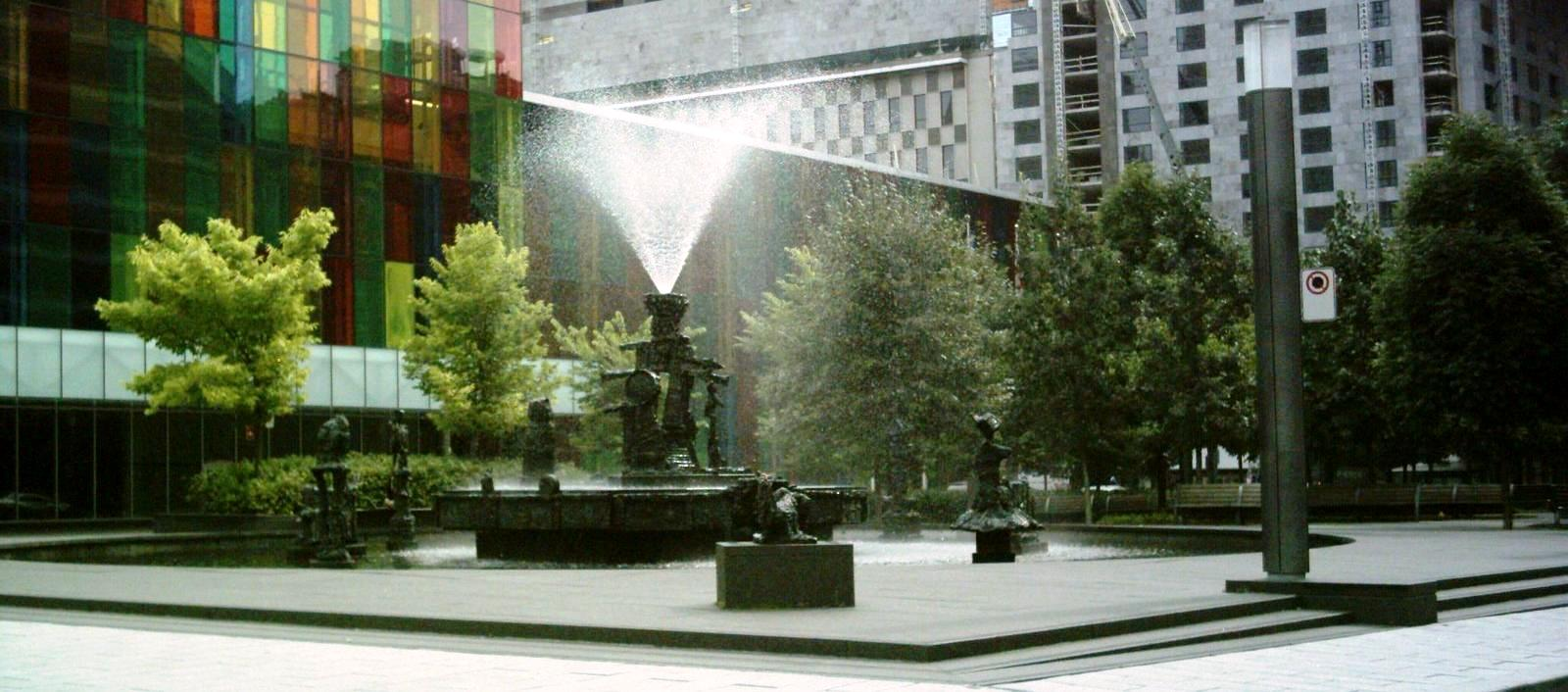
La Place Jean-Paul-Riopelle, Montreal, Quebec
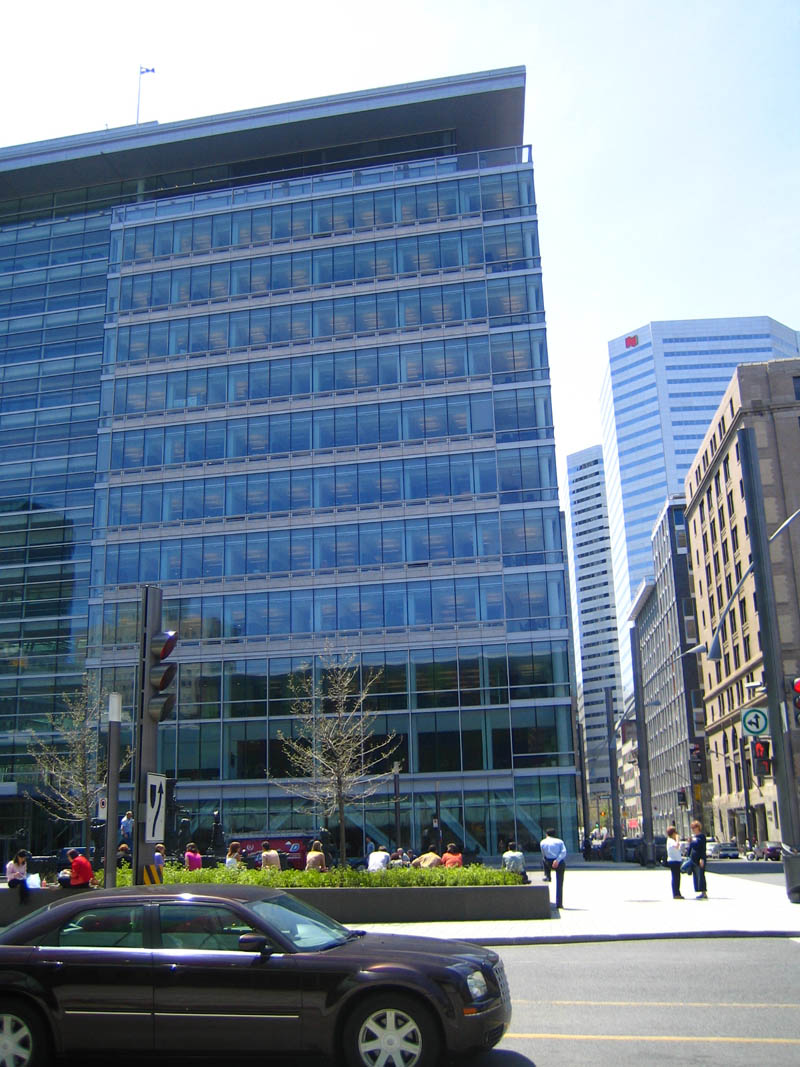
La Place Jean-Paul Riopelle no Quartier International de Montréal, Quebec
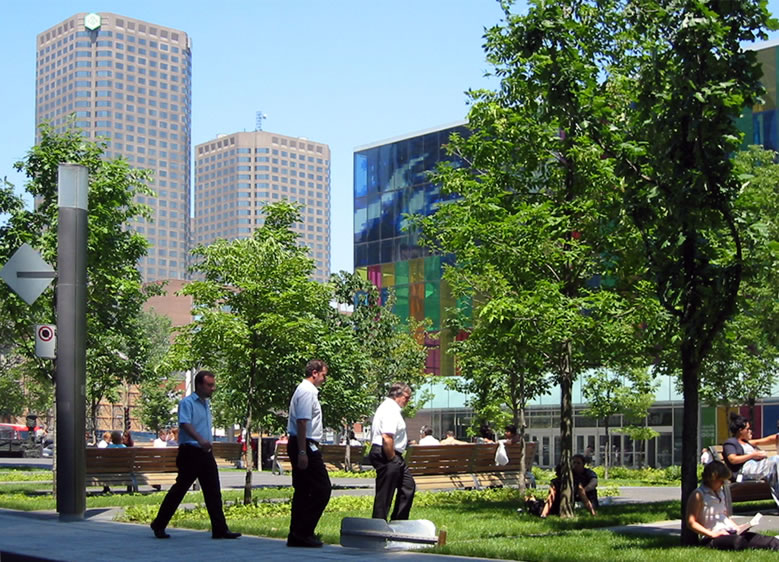
La Place Jean-Paul Riopelle no Quartier International de Montréal, Quebec
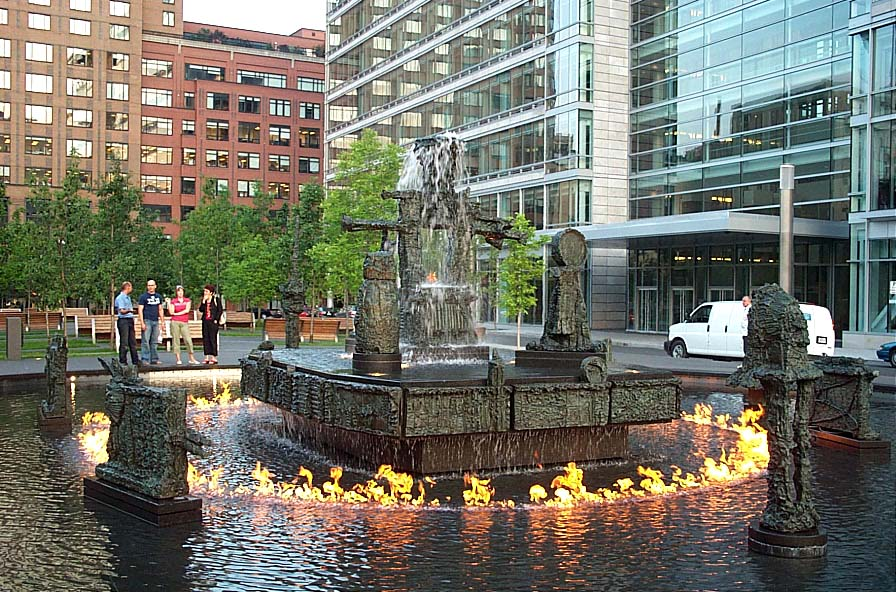
La Joute, de Jean-Paul Riopelle, na Place Jean-Paul-Riopelle, Montreal, Quebec